# Trovärdigt förnekande
Trovärdigt förnekande eller trovärdig förnekbarhet (engelska: plausible deniability) är ett koncept och en doktrin som åsyftar möjligheten för personer som leder eller ansvarar för en organisation att trovärdigt eller åtminstone plausibelt förneka kännedom om, och därmed även neka till att ha ansvar för, handlingar begångna inom organisationen, också då de utförts med ledningens goda minne.

## Historik och exempel
År 1974–1975 genomförde den så kallade Churchkommittén i USA:s senat en utredning om underrättelsetjänster. Det avslöjades att CIA, ända tillbaka till John F. Kennedys administration, hade planerat att lönnmörda ett flertal utländska ledare, inklusive Kubas Fidel Castro. Presidenten själv, som uppenbarligen stödde dessa aktioner, skulle inte vara direkt involverad så att han senare kunde förneka kännedom om saken. Det gavs termen "plausible denial".
Genom Hughes–Ryanlagen 1974 (en) försökte man hindra förekomsten av "plausible denial", genom att kräva att presidenten kände till varje operation som var viktig för nationell säkerhet. "Intelligence Oversight Act of 1980" krävde att kongressen skulle informeras om alla hemliga operationer. Men båda lagarna innehöll tillräckligt många vaga termer och kryphål vilket visade sig i Iran–Contras-affären.
När ett politiskt ansvar skulle utkrävas efter Nuonaffären (2009) hävdade statsminister Fredrik Reinfeldt först att frågan var "helt hänvisad till ansvarigt statsråd" och försökte lägga skulden på näringsminister Maud Olofsson, som sedan ett par år varit borta från politiken. Senare kunde TV4 publicera ett internt dokument som visade att statsministern godkänt affären och hade diskuterat Nuon med övriga partiledare i Alliansen den 11 februari 2009.
År 2013 sade Sveriges dåvarande statsminister Fredrik Reinfeldt i en utfrågning i Konstitutionsutskottet rörande Saudiaffären att han inte hade kännedom om att Totalförsvarets forskningsinstitut (FOI) i hemlighet hade bildat ett bulvanföretag (SSTI). Regeringen Reinfeldt ville inte att FOI skulle leda verksamheten med att bygga en vapenfabrik i Saudiarabien, eftersom det skulle kräva regeringens tillstånd och projektet var känsligt. Istället skapades bolaget Swedish Security Technology & Innovation (SSTI) av FOI som skulle leda och planera projektet för FOI:s räkning så att FOI:s roll endast var som konsult, vilket inte kräver tillstånd från Inspektionen för strategiska produkter.
År 2017 sade Sveriges dåvarande inrikesminister Anders Ygeman att han under ett års tid inte kunnat informera statsminister Stefan Löfven om de mycket allvarliga bristerna i Transportstyrelsens IT-upphandling, då han menade att det krävdes speciella lokaler. Även försvarsminister Peter Hultqvist kände till bristerna. Hultqvist, Ygeman och Löfven ingick alla i Säkerhetspolitiska rådet, vilket inrättades 2014/2015 av regeringen Löfven I för att regelbundet kunna diskutera frågor som rör Sveriges säkerhet. Dagens Nyheter uppskattade att minst 20 personer på regeringskansliet kände till säkerhetsbristerna långt innan statsministern informerades, och det bedömdes som i det närmaste otänkbart att justitiedepartementet och näringsdepartementet skulle ha väntat över ett år med att informera statsministerns kansli.
Medel som hybridhot kan användas med trovärdigt förnekande, och medlen kännetecknas bland annat av att det vanligen inte finns en otvetydigt identifierbar bakomliggande statsaktör. Andra aktörer, till exempel ett lands säkerhetstjänst, kan ändå anse sig ha skäl att tillskriva någon en handling genom så kallad attribuering.